# Miloš Lačný
Miloš Lačný (* 8. března 1988 Levoča, Československo) je slovenský fotbalový útočník, od ledna 2023 hráč klubu FC Košice.
Mimo Slovensko působil na klubové úrovni v České republice, Skotsku, Bělorusku, Kazachstánu, Polsku, Gruzii a Jihoafrické republice. Jeho fotbalovým vzorem je bývalý italský reprezentant Alessandro Del Piero, oblíbenými ligami anglická Premier League a španělská Primera División.
V říjnu 2013 přišla na svět jeho dcera, dostala jméno Šarlota.

## Klubová kariéra
Fotbal začal hrát v týmu TJ Spišský Štvrtok, od roku 1998 nastupoval za Spišskou Novou Ves. Klub se tehdy pohyboval převážně ve třetí nejvyšší slovenské soutěži, tu si ale nestihl vyzkoušet, protože už v patnácti jej na přestup získal prvoligový MFK Ružomberok. V Ružomberku dokázal pod vedením trenéra Viliama Hýravého vybojovat dva dorostenecké tituly. To už pravidelně nastupoval v záloze, přestože ve Spišské Nové Vsi obvykle hrával stopera. Postupně se probojoval do slovenských národních výběrů do 19 a 21 let. Na jaře roku 2009 se Ružomberku zranil kapitán a nejlepší útočník Marek Bakoš a trenéři museli řešit, který mladík dostane šanci. Do slovenské ligy doslova vletěl, za jaro dokázal nastřílet celkem jedenáct gólů, z toho tři v posledním kole do sítě mistrovského Slovanu Bratislava.
Jedenadvacetiletý hráč byl v prosinci 2009 na testech ve skotském celku Celtic Glasgow, místo do Skotska ale nakonec za dalším angažmá zamířil do Sparty Praha, kde v roce 2010 podepsal tříletý kontrakt. V týmu neodehrál mnoho zápasů a nastupoval spíše za rezervu či hostoval v jiných klubech. V roce 2011 šel hostovat do Slovanu Bratislava, kde si musel udobřit fanoušky pochodem Bratislavou s vlajkou Slovanu v ruce (v minulosti se totiž vyjádřil, že Slovan nemá v lásce a hrát za něj nikdy nebude). O rok později hostoval ve skotském Dundee United FC, kde se potýkal se zraněním kolene. V Dundee United byl jeho spoluhráčem krajan Filip Mentel, který měl také vážné problémy s kolenem. Začátkem roku 2013 Lačný přestoupil ze Sparty do běloruského klubu FK Neman Hrodna. Po půl roce v mužstvu skončil.
V červenci 2013 podepsal půlroční smlouvu v klubu MFK Ružomberok, kde již dříve působil. 26. října 2013 vstřelil ligový hattrick proti FC Nitra, Ružomberok zvítězil 4:0. Po tomto zápase dostal přezdívku „liptovský Messi“. Produktivitu si udržoval dál, 2. listopadu 2013 dvakrát skóroval proti domácímu Spartaku Trnava, čímž přispěl k vítězství Ružomberku 4:1.
V zimní ligové přestávce sezony 2013/14 odešel z Ružomberku do kazašského týmu FK Kajrat Almaty, který trénoval krajan Vladimír Weiss. Ještě v průběhu podzimu v klubu skončil.

V lednu 2015 byl na testech v polském klubu Śląsk Wrocław, kde nakonec podepsal půlroční smlouvu s dvouletou opcí. Ovšem opce nebyla uplatněna a Lačný se v září 2015 vrátil na Slovensko do MFK Ružomberok. V srpnu 2017 se s klubem dohodl na předčasném ukončení smlouvy, která měla platnost ještě rok (resp. sezónu). V září téhož roku se dohodl na smlouvě do konce sezóny 2017/18 s mistrem Fortuna ligy 2016/17, týmem MŠK Žilina.

## Reprezentační kariéra
Lačný nastupoval za slovenské reprezentace U19 a U21.

## Úspěchy

### Klubové
AC Sparta Praha
- 1× vítěz Gambrinus ligy 2009/10
- 1× vítěz českého Superpoháru (2010)